# Pudtol
Pudtol est une municipalité de la province d’Apayao, au nord de l’île philippine de Luçon.